# Phostria sexguttata
Phostria sexguttata is een vlinder uit de familie van de grasmotten (Crambidae). De wetenschappelijke naam van deze soort is voor het eerst gepubliceerd in 1920 door William Jacob Holland.
De spanwijdte bedraagt 30 millimeter.
De soort komt voor in Congo-Kinshasa.